# Idylles (Théocrite)

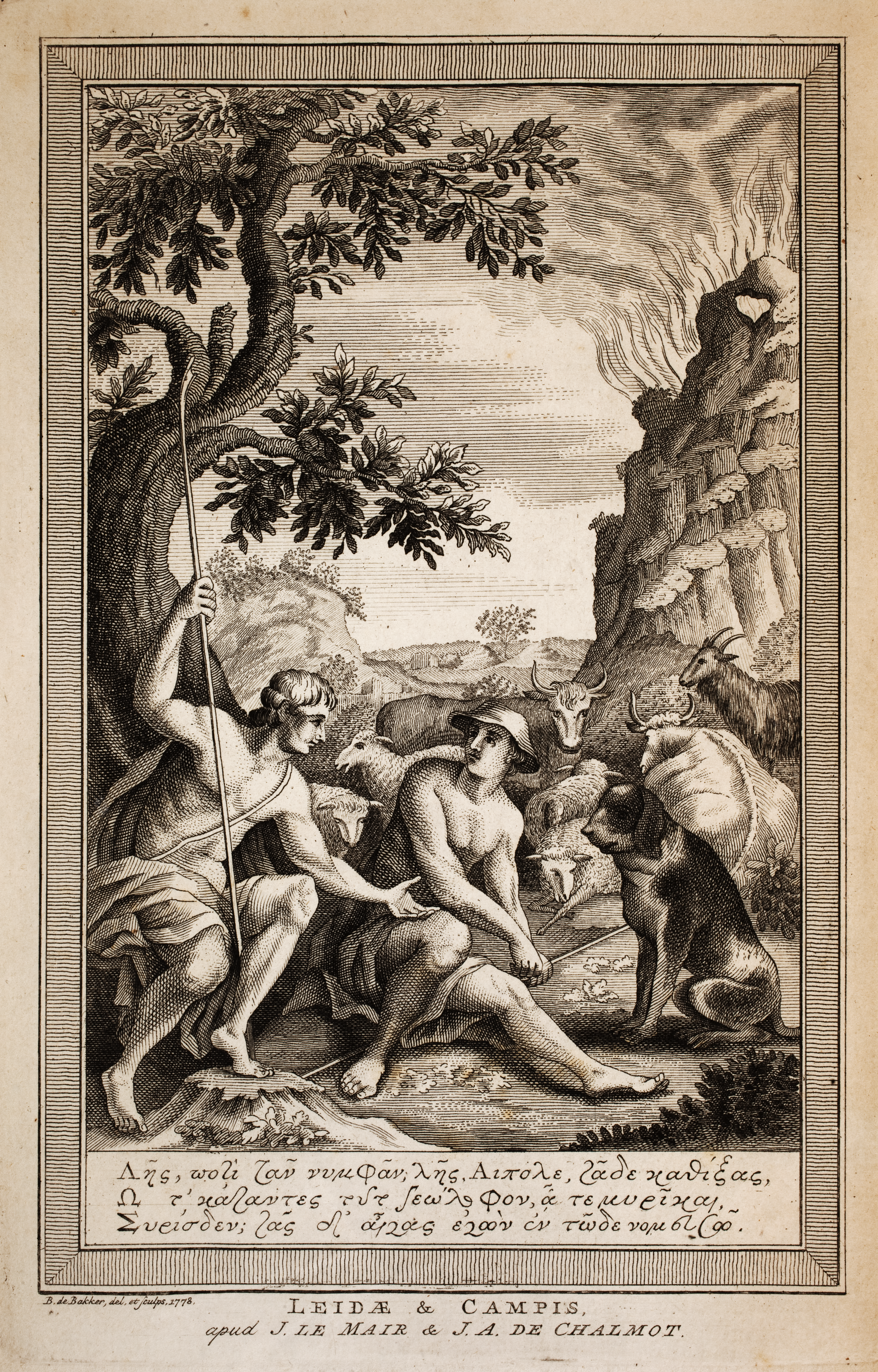
Illustration de lIdylle I par Barent de Bakker.

Les Idylles (en grec ancien : Εἰδύλλια, Eidullia)  sont une œuvre du poète grec Théocrite de Syracuse (310-260 av. J.-C.).

## Présentation
Le titre collectif, Εἰδύλλια (pluriel de εἰδύλλιον, eidullion), est un diminutif du mot εἶδος, eidos, « image ». Il signifie : « petites compositions poétiques ». On en dénombre une trentaine, pour la plupart rédigées en hexamètres.
Textes fondateurs de la poésie pastorale de l'Antiquité gréco-romaine, ces Idylles ont été imitées par Virgile dans ses Bucoliques, exception faite des passages grossiers.

## Traductions
- Les Idylles de Théocrite, suivie de ses inscriptions, traduites en vers français, par Firmin Didot ; Paris, Typographie de Firmin Didot Frères, 1833
- Les Syracusaines, trad. du grec par A. Bellesort, Paris, Édouard Pelletan, 1900
- Idylles, trad. par Philippe-Ernest Legrand, in Bucoliques grecs, Les Belles Lettres, t. I, 1925
- Toute l’Idylle, présenté par Maurice Chappaz, traduit du grec par Maurice Chappaz et Éric Genevay, Orphée, 1991
- Idylles bucoliques, trad. du grec par Alain Blanchard, Paris, L'Harmattan, 2010
- Les Magiciennes et autres Idylles, trad. du grec ancien et éd. par Pierre Vesperini, Paris, Gallimard, 2021.